# Ablancourt
 Ablancourt  es una población y comuna francesa, en la Región de Gran Este, departamento de Marne, en el distrito de Vitry-le-François y cantón de Vitry-le-François-Champagne et Der.

## Demografía
| Gráfica de evolución demográfica de Ablancourt entre 2006 y 2018 |
|                                                                  |

Fuentes: INSEE.